# Реджини, Васко
Васко Реджини (итал. Vasco Regini; 9 сентября 1990, Чезена) — итальянский футболист, защитник клуба Сампдория.

## Карьера

### Клубная карьера
Реджини является воспитанником футбольного клуба «Чезена». До 2008 года он выступал за молодёжную команду клуба, на профессиональном уровне дебютировал 1 марта 2008 года в матче против «Болоньи» в Серии B. В январе 2009 года Реджини перешёл в «Сампдорию». 9 мая 2009 года он дебютировал за новый клуб в матче против «Реджины», в котором он на 71-й минуте заменил Андреа Раджи. Этот матч стал дебютным для Васко в Серии A. Этот матч стал единственным для Реджини в основном составе «Сампдории» за полтора года, в остальное время он выступал за молодёжный состав клуба.
Летом 2010 года Реджини был отдан в годичную аренду «Фодже», клубу из Леги Про, третьего дивизиона чемпионата Италии. Там он был одним из основных игроков и отыграл за сезон 31 матч и забил 1 гол. В августе 2011 года Реджини был отдан в годичную аренду «Эмполи», который выступал в Серии B. Там Васко также стал одним из основных футболистов, благодаря чему через год его переход в «Эмполи» был оформлен на постоянной основе. В сезоне 2012/13 Реджини, оставаясь игроком основного состава, помог «Эмполи» занять четвёртое место и попасть в плей-офф за право выхода в Серию A, однако в финале команда уступила «Ливорно».
Летом 2013 года «Сампдория» вернула «Реджини». На этот раз он стал основным игроком команды и за два с половиной года сыграл за неё более 70 матчей в Серии A. 1 февраля 2016 года «Реджини» был отдан «Наполи» в аренду до конца сезона.
В январе 2019 года Реджини перешёл на правах аренды в СПАЛ.

### Карьера в сборной
В 2008 году Реджини сыграл два матча за сборную Италии среди игроков до 19 лет. В том же году дебютировал в сборной игроков до 20 лет. В её составе Реджини стал участником неудачного для Италии чемпионата мира 2009 года, на котором сыграл лишь один матч. В 2013 году Васко был игроком молодёжной сборной Италии, которой помог дойти до финала молодёжного чемпионата Европы. На турнире он сыграл без замен три матча, включая финальный против сборной Испании.